# Henry Swift
Henry Swift (1891, Berkeley, California – 1962, Berkeley, California) fue un fotógrafo estadounidense.
Poco después de 1920 conoció al fotógrafo Edward Weston en Carmel, California y comenzó a hacer fotos como pasatiempo. Se ganaba la vida como corredor de bolsa. En 1932 se convirtió en miembro fundador del Grupo f/64 junto con Weston, Ansel Adams, Imogen Cunningham y varios otros. Más tarde, ese mismo año, mostró nueve fotografías en la exposición del Grupo f/64 en el Museo Memorial MH de Young en San Francisco.  Gracias a sus ganancias como corredor de bolsa, también pudo coleccionar muchas de las imágenes de otros fotógrafos Cunningham recuerda que Swift compró todas las copias de la primera exposición del grupo. 
Después de que el Grupo f/64 se disolviera en 1935, el interés de Swift por la fotografía decayó.  Cuando murió en 1962, su viuda Florence Swift donó su colección de fotografías del Grupo f/64, junto con donaciones de miembros originales del grupo al Museo de Arte Moderno de San Francisco .